# Radselo, Petrîkivka
Radselo (în ucraineană Радсело) este un sat în comuna Ivanivka din raionul Petrîkivka, regiunea Dnipropetrovsk, Ucraina.

## Demografie
Componența lingvistică a localității Radselo
     Ucraineană (93,88%)
     Rusă (5,76%)
     Alte limbi (0,36%)
Conform recensământului din 2001, majoritatea populației localității Radselo era vorbitoare de ucraineană (93,88%), existând în minoritate și vorbitori de rusă (5,76%).